# Abd al-Kuri
Abd al-Kuri (arab. عبد الكوري, Abd al-Kūrī) – wyspa na Oceanie Indyjskim, należąca do archipelagu Sokotra, położona ok. 110 km na zachód od głównej wyspy archipelagu i ok. 100 km na wschód od przylądka Gees Gwardafuy na Półwyspie Somalijskim. Wyspa wchodzi w skład jemeńskiej muhafazy Hadramaut.
Powierzchnia Abd al-Kuri wynosi 133 km² (druga pod względem wielkości wyspa archipelagu), jej długość ok. 35 km, a szerokość – ok. 5 km. Na wyspie znajduje się wapienny masyw sięgający ok. 740 m n.p.m.
Podstawę gospodarki na wyspie stanowi rybołówstwo.